# Threnosia
Threnosia is een geslacht van vlinders van de familie spinneruilen (Erebidae), uit de onderfamilie Arctiinae.

## Soorten
- T. adrasta Turner, 1940
- T. agraphes Turner, 1940
- T. heminephes Meyrick, 1886
- T. hypopolia Turner, 1940
- T. myochroa Turner, 1940